# بيت اليتيم (بني مطر)

تعديل مصدري - تعديل

بيت اليتيم هي إحدى قرى عزلة جبل النبي شعيب بمديرية بني مطر التابعة لمحافظة صنعاء، بلغ تعداد سكانها 126 نسمة حسب تعداد اليمن لعام 2004.